# Richard Sainct
Richard Sainct, né le 14 avril 1970 à Saint-Affrique dans l'Aveyron et mort le 29 septembre 2004 en Égypte, est un pilote de moto français.

## Biographie
Richard Sainct débute par le moto cross et décroche rapidement le titre de champion de France d'enduro en 1989. À l'âge de 20 ans, il participe au Rallye de l'Atlas. Il y fait des débuts remarqués sur les terres africaines. L'année suivante, en 1991, il effectue son premier Rallye Paris-Dakar. Ne trouvant pas de sponsor, il ne revient sur le Paris Dakar qu'en 1995. Il est alors professionnel. Il remporte le Rallye Paris-Dakar par trois fois : en 1999 et 2000 avec BMW et en 2003 sur une KTM.
Richard Sainct meurt dans un accident le 29 septembre 2004 pendant le rallye des Pharaons en Égypte. Tombé dans la 1re spéciale de la 4e étape, il est secouru par hélicoptère mais il meurt à son arrivée à l'hôpital de campagne.
Pour les 20 ans de son décès, la Ville de Saint-Affrique a attribué le nom de Richard Sainct à son nouvel espace polyvalent, à destination des associations.

## Palmarès
- Triple vainqueur du Rallye Dakar (1999, 2000 et 2003), second en 2004
- Vainqueur du rallye des Pharaons (2002)
- Double vainqueur du Rallye de l'Atlas (1997, 1998)
- Double vainqueur du Rallye de Tunisie (1998, 1999)
- Double vainqueur du Rallye du Maroc (2001, 2002)

## Résultats au Rallye Dakar
| Année | Catégorie | Marque       | Position | Victoire(s) d'étape |
| ----- | --------- | ------------ | -------- | ------------------- |
| 1991  | Moto      | Kawasaki     | Abd.     | 0                   |
| 1995  | Moto      | Honda        | Abd.     | 0                   |
| 1996  | Moto      | KTM LC4      | 6e       | 0                   |
| 1997  | Moto      | KTM LC4      | Abd.     | 0                   |
| 1998  | Moto      | KTM LC4      | Abd.     | 1                   |
| 1999  | Moto      | BMW F650 RR  | 1er      | 2                   |
| 2000  | Moto      | BMW F650 RR  | 1er      | 2                   |
| 2001  | Moto      | KTM LC4 660R | Abd.     | 2                   |
| 2002  | Moto      | KTM LC4 660R | 3e       | 1                   |
| 2003  | Moto      | KTM LC4 660R | 1er      | 5                   |
| 2004  | Moto      | KTM LC4 660R | 2e       | 2                   |